# Resolutie 2117 Veiligheidsraad Verenigde Naties
Resolutie 2117 van de Veiligheidsraad van de Verenigde Naties werd op 26 september 2013 aangenomen door de VN-Veiligheidsraad. De resolutie over lichte wapens passeerde met veertien stemmen voor tegen één onthouding. Rusland zei zich te hebben onthouden omdat wapenlevering aan niet-staten niet werd behandeld.

## Achtergrond
Illegale wapenhandel en het misbruik van die wapens vormden een probleem dat landen destabiliseerde en daarmee ook de internationale vrede en veiligheid bedreigde. Het werkte ook als olie op het vuur bij lopende gewapende conflicten. De Veiligheidsraad had al vaak sancties en embargo's moeten opleggen en vredesmachten moeten belasten om er iets tegen te doen. Het was Australië dat de kwestie aankaartte en actie vroeg.
VN-secretaris-generaal Ban Ki-moon stelde dat illegale wapens in conflictgebieden niet alleen tot veiligheidsproblemen leidden, maar tevens een scala aan mensenrechtenschendingen, waaronder seksueel geweld, marteling, moord en kindsoldaten, veroorzaakten. Hij zei: "de wereld is overbewapend en vrede is ondergefinancieerd".
In juli 2013 was een historische stap gezet met de goedkeuring van het Wapenhandelsverdrag, dat onder meer over lichte wapens en munitie handelt. Landen werden aangespoord dit verdrag onverwijld te ondertekenen en ratificeren.

## Inhoud
De illegale handel in en het misbruik van lichte wapens bleven wereldwijd voor vele doden zorgen. Landen werden herinnerd aan hun verplichting zich aan de VN-wapenembargo's te houden. Ook moesten ze maatregelen nemen om schendingen van de embargo's tegen te gaan. In landen waar een embargo van kracht was moest de overheid wapenvoorraden beter beveiligen en markeren. Vredeshandhavers konden deze landen helpen door wapens in te zamelen, strijders te demobiliseren en te re-integreren. De Veiligheidsraad bevestigde ook zijn eigen verantwoordelijkheid en zou het toezicht op de embargo's aanscherpen.

## Verwante resoluties
- Resolutie 635 Veiligheidsraad Verenigde Naties (1989)
- Resolutie 2220 Veiligheidsraad Verenigde Naties (2015)

Lijst ·  2086 ·  2087 ·  2088 ·  2089 ·  2090 ·  2091 ·  2092 ·  2093 ·  2094 ·  2095 ·  2096 ·  2097 ·  2098 ·  2099 ·  2100 ·  2101 ·  2102 ·  2103 ·  2104 ·  2105 ·  2106 ·  2107 ·  2108 ·  2109 ·  2110 ·  2111 ·  2112 ·  2113 ·  2114 ·  2115 ·  2116 ·  2117 ·  2118 ·  2119 ·  2120 ·  2121 ·  2122 ·  2123 ·  2124 ·  2125 ·  2126 ·  2127 ·  2128 ·  2129 ·  2130 ·  2131 ·  2132